# VMFA-211
Escadron de chasseur d'attaque 142 (USMC)
Le Marine Fighter Attack Squadron 211 ou VMFA-211 est un escadron de chasseurs d'attaque F-35 Lightning II du Corps des Marines des États-Unis, actuellement composé d'avions de combat furtifs STOVL F-35 Lightning II. Connu sous le nom de "Wake Island Avengers" et de "Bastion Defenders", l'escadron est basé à la Marine Corps Air Station Yuma en Arizona et relève du commandement du Marine Aircraft Group 13 (MAG-13) et de la 3rd Marine Aircraft Wing (3rd GMAW').

## Mission
La mission du VMFA-211 est d'intercepter et de détruire les avions ennemis dans toutes les conditions météorologiques et d'attaquer et de détruire des cibles de surface en soutien aux forces expéditionnaires des Marines.

## Historique

### Origine

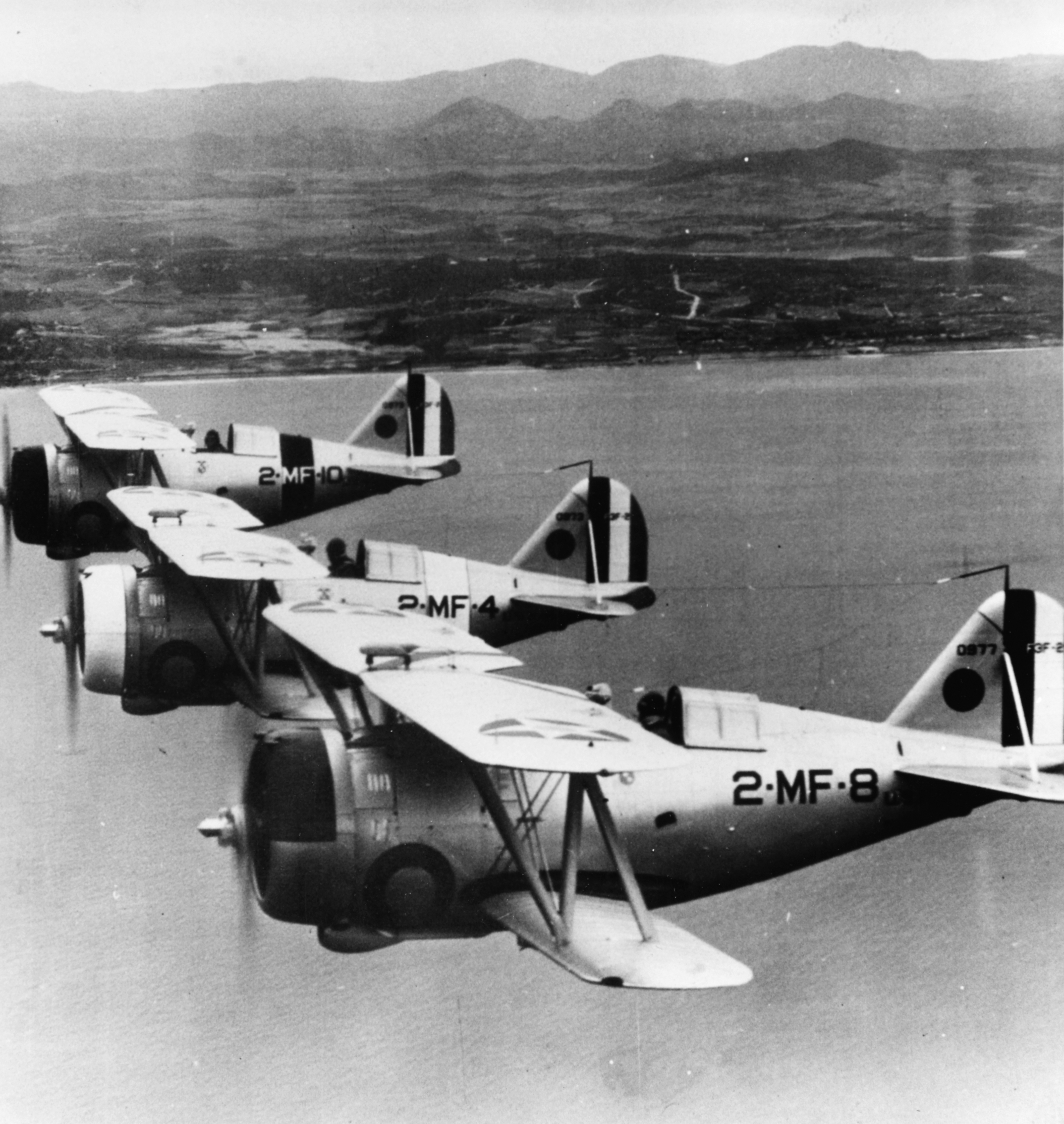
Grumman F3F du VMF-2

L'escadron a été mis en service le 1er janvier 1937 sous le nom de Marine Fighting Squadron 4 (VF-4M) au Naval Air Station North Island à San Diego en Californie. Le 1er juillet 1937, il a été renommé Marine Fighting Squadron 2 (VMF-2) et à la fin de l'année, avait complètement rééquipé avec des Grumman F3F-3 qui ont remplacé leurs F3F-1 et quelques F2F-1 encore plus anciens. En janvier 1941, l'escadron a déménagé à Marine Corps Air Station Ewa, Hawaii et a été renommé VMF-211 le 1er juillet 1941.
Le VMA-211 a été redésigné Marine Attack Squadron 211 (VMA-211) en 1952
Le 30 juin 2016 il prend le nom de Marine Fighter Attack Squadron 211 (VMFA-211) 

### Seconde guerre mondiale
En novembre 1941, le VMF-211 embarque  12 F4F-3 Wildcat à bord de l'USS Enterprise (CV-6) pour se rendre à Wake Island, théâtre de la bataille héroïque de l'escadron. Le 8 décembre 1941, les Japonais attaquèrent Wake, détruisant sept des avions au sol. Au cours des deux semaines suivantes, les cinq avions restants ont repoussé de nombreuses attaques et infligé de lourdes pertes à l'ennemi. Au cours de cette défense, les forces terrestres de la Marine et le VMF-211 ont causé la perte d'au moins quatre navires de guerre ennemis, dont les premiers grands navires de la marine japonaise coulés pendant la guerre du Pacifique. Une opération prévue pour renforcer Wake Island a été jugée trop dangereuse par le commandement de la flotte et, le 23 décembre, Wake Island a finalement été envahie par un ennemi numériquement supérieur.
Après une phase de reconstruction, l'escadron fut déployé en mai 1942 sur l'atoll Palmyra dans le Pacifique Sud et adopta le nom "Avengers" en mémoire des membres de l'escadron qui furent tués ou capturé sur Wake Island. Lors de son premier déploiement, le VMF-211 était équipé du Brewster F2A Buffalo, puis remplacé par le F4F-4 Wildcat. Alors que la campagne du Pacifique se poursuivait, l'escadron est passé au F4U Corsair pour le reste de la guerre. Le VMF-211 a participé à la campagne de Bougainville, à la bataille de la mer de Bismarck, à la bataille du golfe de Leyte et aux campagnes du sud des Philippines.

### Après la Seconde Guerre mondiale

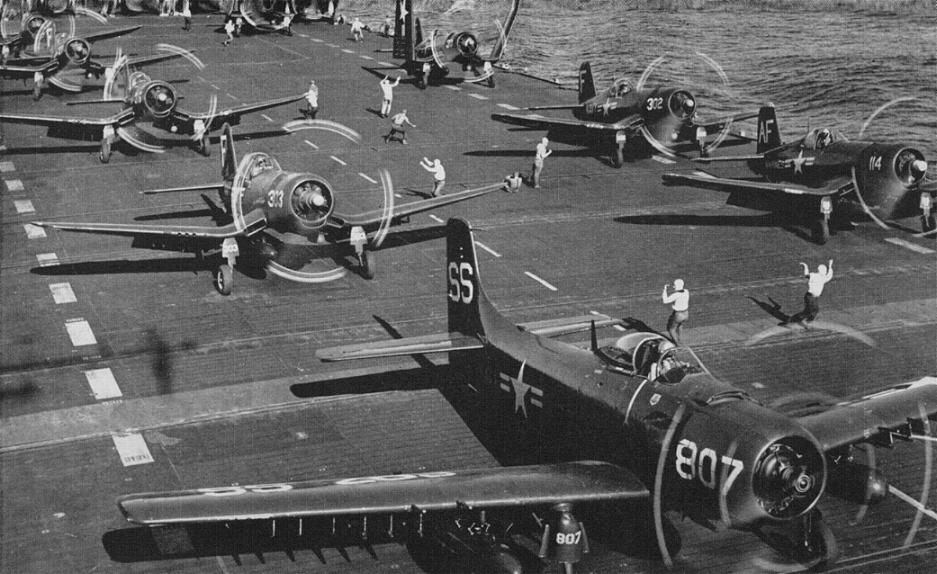
F4 Corsair du VMF-211 en 1952

Le VMF-211 a participé à l'occupation de la Chine, fournissant une couverture aux forces américaines évacuant le pays avant la prise de contrôle communiste en décembre 1948. À la suite de cette action, l'escadron retourna au Marine Corps Auxiliary Air Field d'Edenton, en Caroline du Nord, en 1949. 
Alors qu'il opérait à bord de l'USS Coral Sea (CV-43) en 1952, l'escadron a été renommé Marine Attack Squadron 211 (VMA-211) lors de sa transition vers l'AD-4N Skyraider. En 1957, l'escadron a reçu ses premiers A4D-1 Skyhawks et a ensuite déménagé au Marine Corps Air Station Iwakuni au Japon en 1958. Jusqu'en 1976, le VMA-211 a piloté plusieurs versions du Skyhawk.

### Guerre du Vietnam

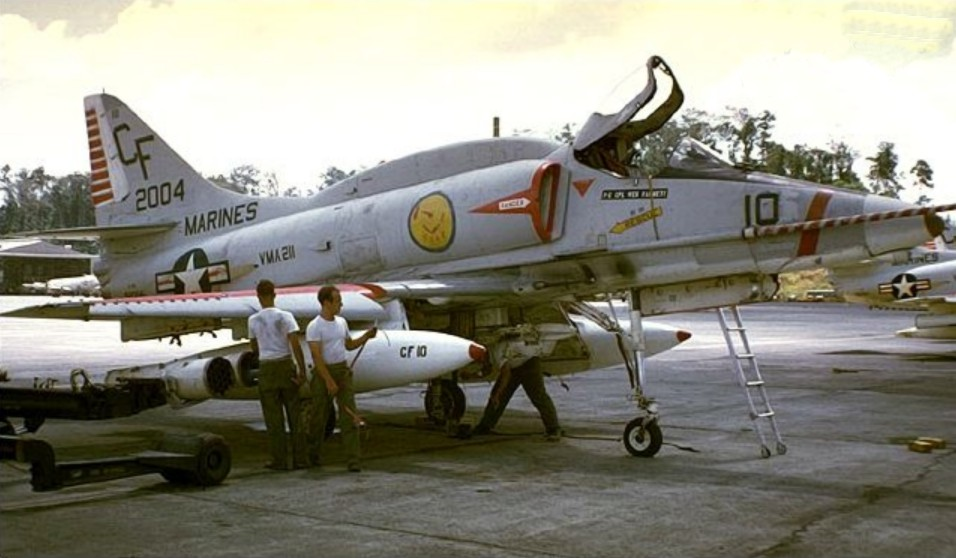
A-4E Skyhawk du VMA-211 en 1971

Avec l'escalade de la guerre du Vietnam, le VMA-211 a déménagé à Iwakuni au Japon en 1965 et a commencé ses déploiements à la Chu Lai Air Base (en), au sud du Vietnam. En 1972 il était à la Naha Air Base (en), puis à la Bien Hoa Air Base. Il a renforcé le 8th Special Operations Squadron (en) de l'USAF pilotant l'A-37B Dragonfly, à l'appui des opérations contre l'offensive de Pâques de l'Armée populaire vietnamienne (PAVN). L'autre unité de Bien Hoa était un escadron d'hélicoptères de combat AH-1 Cobra. Les quatre escadrons de la base ont pu faire reculer le siège du PAVN lors de la Bataille d'An Lộc. Les A-4E du VMA 211 étaient inestimables dans le soutien aérien rapproché des troupes terrestres assiégées à An Loc et dans les environs. En août 1976, l'escadron est retourné au Marine Corps Air Station El Toro.

### Après le Vietnam
En décembre 1987, le VMA-211 a déménagé au Marine Corps Air Station Yuma, AZ le 10 décembre 1987, rejoignant le MAG-13. Après avoir terminé avec succès le dernier déploiement à l'étranger avec l'A-4M Skyhawk en 1989, le VMA-211 a commencé à transférer ces avions à la 4th Marine Aircraft Wing en vue de la transition vers l'avion AV-8B Night Attack. 
En septembre 2000, l'escadron a commencé l'introduction de la dernière variante Harrier, l'avion radar AV-8B II+.

### Guerre mondiale contre le terrorisme
Après les attentats terroristes du 11 septembre, l'escadron s'est déployé dans la mer d'Oman à bord de l'USS Bonhomme Richard (LHD-6) et a participé à l'Opération Enduring Freedom sur l'Afghanistan de janvier à mars 2002, puis dans le golfe Persique, à l'appui de l'Opération Iraqi Freedom avant de retourner à la Marine Corps Air Station Yuma en mai 2003.

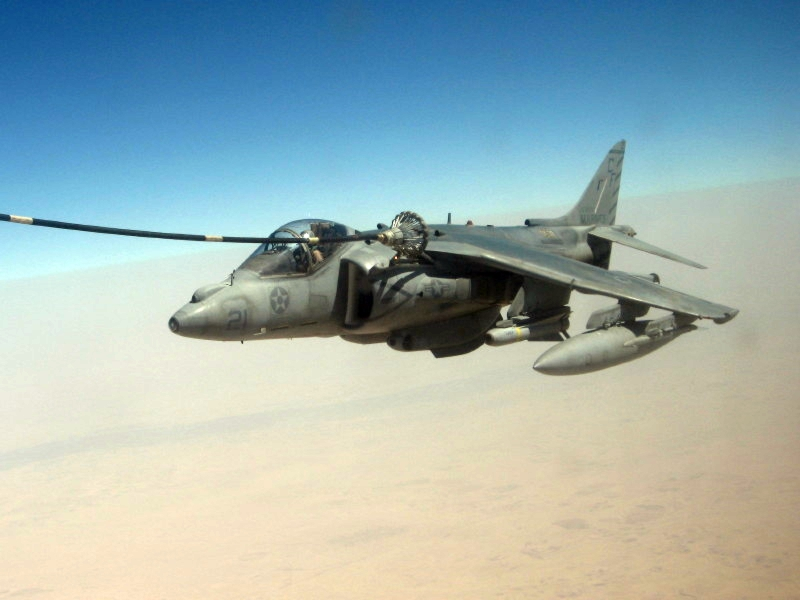
Harrier II du VMA-211 faisant le plein au-dessus de l'Irak en octobre 2006

L'escadron s'est de nouveau déployé en Irak à bord de l'USS Essex (LHD-2) d'octobre 2004 à février 2005, de la base aérienne Al-Asad, puis  de l'USS Tarawa (LHA-1) (octobre 2005 à janvier 2006). De janvier à août 2009, l'escadron s'est de nouveau déployé dans le cadre de la 31st Marine Expeditionary Unit (en) de l'USS Essex.
En avril 2012, le VMA-211 s'est déployé à l'appui de l'Opération Enduring Freedom, se déplaçant de Kandahar au Camp Shorabak dirigé par les Britanniques en juillet. En septembre 2014, le VMA-211 s'est déployé à Bahreïn pour soutenir la lutte contre le terrorisme en Irak et en Syrie jusqu'en avril 2015.

### Passage au F-35B Lightning II

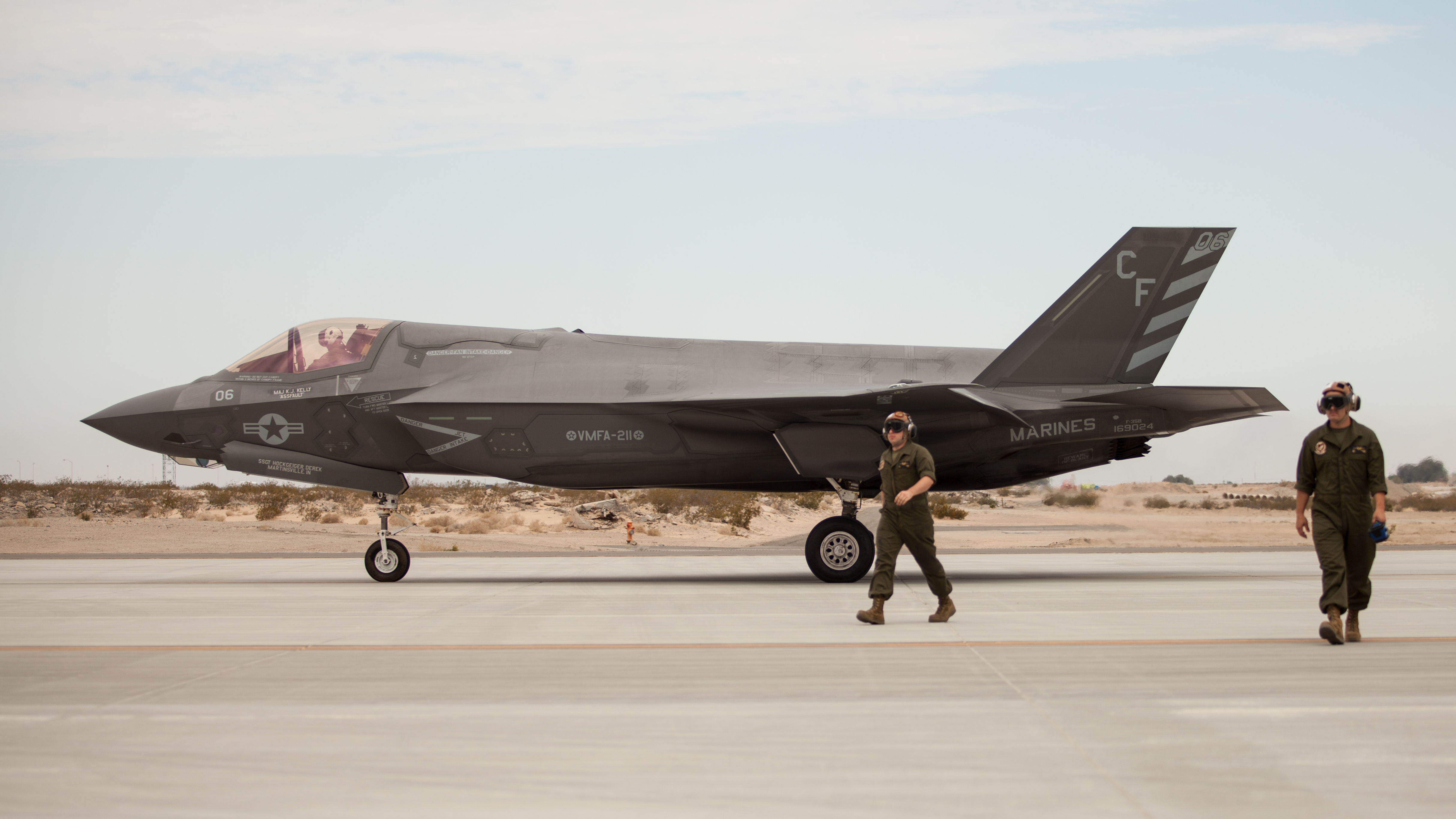
Un F-35B du VMFA-211 en juin 2016

Le VMA-211 a reçu le F-35B Lightning II en 2016, et a été renommé Marine Fighter Attack Squadron 211 (VMFA-211), devenant le deuxième escadron de la flotte du Corps des Marines à exploiter le F-35B Lightning II comme avion principal.
En septembre 2018, le VMFA-211 s'est déployé à bord de l'USS Essex dans le cadre du groupe amphibie d'Essex déployé dans la zone d'opérations du Commandement central des États-Unis. Le 27 septembre 2018, un F-35B d'Essex a effectué une frappe aérienne à l'aide d'une bombe à guidage de précision contre une position talibane en Afghanistan, marquant la première utilisation au combat des États-Unis du F-35.

### UK Carrier Strike Group 21
Le 4 septembre 2020, l'escadron s'est déployé sur la RAF Marham au Royaume-Uni, avec 10 F-35B pour s'entraîner aux côtés du No. 617 Squadron RAF, en vue d'un prochain déploiement embarqué sur le  HMS Queen Elizabeth (R08) pour son premier déploiement en 2021 
lors de l'United Kingdom Carrier Strike Group 21, avec la Fleet Air Arm de la Royal Navy.